# Тележенка (Липецкая область)
Теле́женка — село Липецкого района Липецкой области. Административный центр Тележенского сельсовета.

## География
Тележенка расположена на пересечении с шоссе Сухая Лубна — Трубетчино. В 1 км севернее проходит граница с Добровским районом.

## История
Название, вероятно, происходит от слова телега. Возможно также, что этимология связана с фамилией Тележин.
Селение возникло не позднее начала XVIII века. В описании Лебедянского уезда 1782 года упоминается «село Алексеевское, Тележенька тож с деревней Хорошевкой». В 1911 году оно обозначено как Тележенка (Алексе́евка).
Каменная тёплая церковь в с. Тележенке была построена на средства прихожан в 1813 году, тогда же был открыт и приход. Престолов в церкви было три: главный — Казанской иконы Божией Матери, придельный правый — св. Алексея, Человека Божия, левый — свмч. Екатерины.
Однако после революции церковь была разрушена.
Только в 2005 году на средства «Благотворительного фонда Борцовых» вновь была поставлена деревянная, из карельской сосны, церковь с прежним храмонаименованием в честь Казанской иконы Божией Матери.

## Население
| 2007 | 2009 | 2010 | 2012 |
| ---- | ---- | ---- | ---- |
| 593  | ↗607 | ↘439 | ↗465 |

Численность населения на 01.01.2009 составила 607 человек и по сравнению с 2007 годом увеличилась на 14 человек. Главная причина увеличения численности населения — миграционный прирост.
По результатам выборов президента РФ в марте 2012 года, население возрастом старше 18 лет составляет порядка 500 человек Итоги выборов (Участок 715 — Липецкая область, Липецкий район, поселок Тележенка, Фрунзе, 4)

## Инфраструктура
- МУНИЦИПАЛЬНОЕ ДОШКОЛЬНОЕ ОБРАЗОВАТЕЛЬНОЕ УЧРЕЖДЕНИЕ ДЕТСКИЙ САД «МАЛЫШ»
- ОСНОВНАЯ ОБЩЕОБРАЗОВАТЕЛЬНАЯ ШКОЛА (закрыта в 2009 г. по н\в).
- Фельдшерско-акушерский пункт (1 фельдшер и 1 санитарка) (остался один фельдшер)
- Дом Культуры (закрыт)
- Почтовый пункт связи
- СХПК « Тележенка»
- Молочная ферма «Тележенка» (открыта в сентябре 2009 г.) (закрыта в 19 году)
- 2 магазина, 1 киоск (киоска уже нет)

Улицы Тележенки:
- ул. Механизаторов
- ул. Молодёжная
- ул. Новый посёлок
- ул. Пионерская
- ул. Правды
- ул. Приовражная
- ул. Пролетарская
- ул. Советская
- ул. Солнечная
- ул. Фрунзе
- ул. Школьная

## Знаменитые уроженцы
- Курин Андрей Петрович — Полный Георгиевский кавалер. 1888 г. р., с. Тележенки, Трубецкой вол., Лебедянского уезда, Тамбовской губ. На срочной военной службе с 1910 г. В 1914 г. мобилизован из запаса в 189-й пехотный Измаильский полк. Подпрапорщик. Окончил Киевскую школу прапорщиков. [Георгиевский Архив. Екатеринбург, 2004]